# Caesars Palace Grand Prix 1981
Caesars Palace Grand Prix 1981 var det sista av 15 lopp ingående i formel 1-VM 1981. Detta var det första av två grand prix som kördes i Las Vegas. 

## Rapport
Detta var årets sista deltävling och den andra deltävlingen som kördes i USA denna säsong. Loppet avgjorde vilken av tre förare som skulle bli världsmästare, Carlos Reutemann som hade 49, Nelson Piquet som hade 48 eller Jacques Laffite som hade 43 poäng. Piquet kom femma vilket gav honom två poäng och VM-titeln 1981.

## Resultat
1. Alan Jones, Williams-Ford, 9 poäng
2. Alain Prost, Renault, 6
3. Bruno Giacomelli, Alfa Romeo, 4
4. Nigel Mansell, Lotus-Ford, 3
5. Nelson Piquet, Brabham-Ford, 2
6. Jacques Laffite, Ligier-Matra, 1
7. John Watson, McLaren-Ford
8. Carlos Reutemann, Williams-Ford
9. Didier Pironi, Ferrari
10. Keke Rosberg, Fittipaldi-Ford
11. Riccardo Patrese, Arrows-Ford
12. Andrea de Cesaris, McLaren-Ford
13. Michele Alboreto, Tyrrell-Ford (varv 67, motor)

### Förare som bröt loppet
- Eliseo Salazar, Ensign-Ford (varv 61, för få varv)
- Derek Warwick, Toleman-Hart (43, växellåda)
- Mario Andretti, Alfa Romeo (29, upphängning)
- Hector Rebaque, Brabham-Ford (20, gasspjäll)
- Marc Surer, Theodore-Ford (19, upphängning)
- Eddie Cheever, Tyrrell-Ford (10, motor)
- René Arnoux, Renault (10, elsystem)
- Patrick Tambay, Ligier-Matra (2, olycka)
- Elio de Angelis, Lotus-Ford (2, vattenläcka)
- Jean-Pierre Jarier, Osella-Ford (0, transmission)

### Förare som diskvalificerades
- Gilles Villeneuve, Ferrari (varv 22, felaktig uppställning på startgriden)

### Förare som ej kvalificerade sig
- Slim Borgudd, ATS-Ford
- Chico Serra, Fittipaldi-Ford
- Derek Daly, March-Ford
- Jacques Villeneuve Sr, Arrows-Ford
- Brian Henton, Toleman-Hart
- Beppe Gabbiani, Osella-Ford

## VM-slutställning
| Förarmästerskapet 1. Nelson Piquet, Brabham-Ford, 50 2. Carlos Reutemann, Williams-Ford, 49 3. Alan Jones, Williams-Ford, 46 | Konstruktörsmästerskapet 1. Williams-Ford, 95 2. Brabham-Ford, 61 3. Renault, 54 |